# Kostel svatého Vojtěcha (Krosno)
Kostel svatého Vojtěcha v Krosně je dřevěný katolický kostel v městské čtvrti Zawodzie. Spadá pod farnost sv. Vojtěcha a Panny Marie Čenstochovské v Krosně v Podkarpatském vojvodství.

## Historie a popis

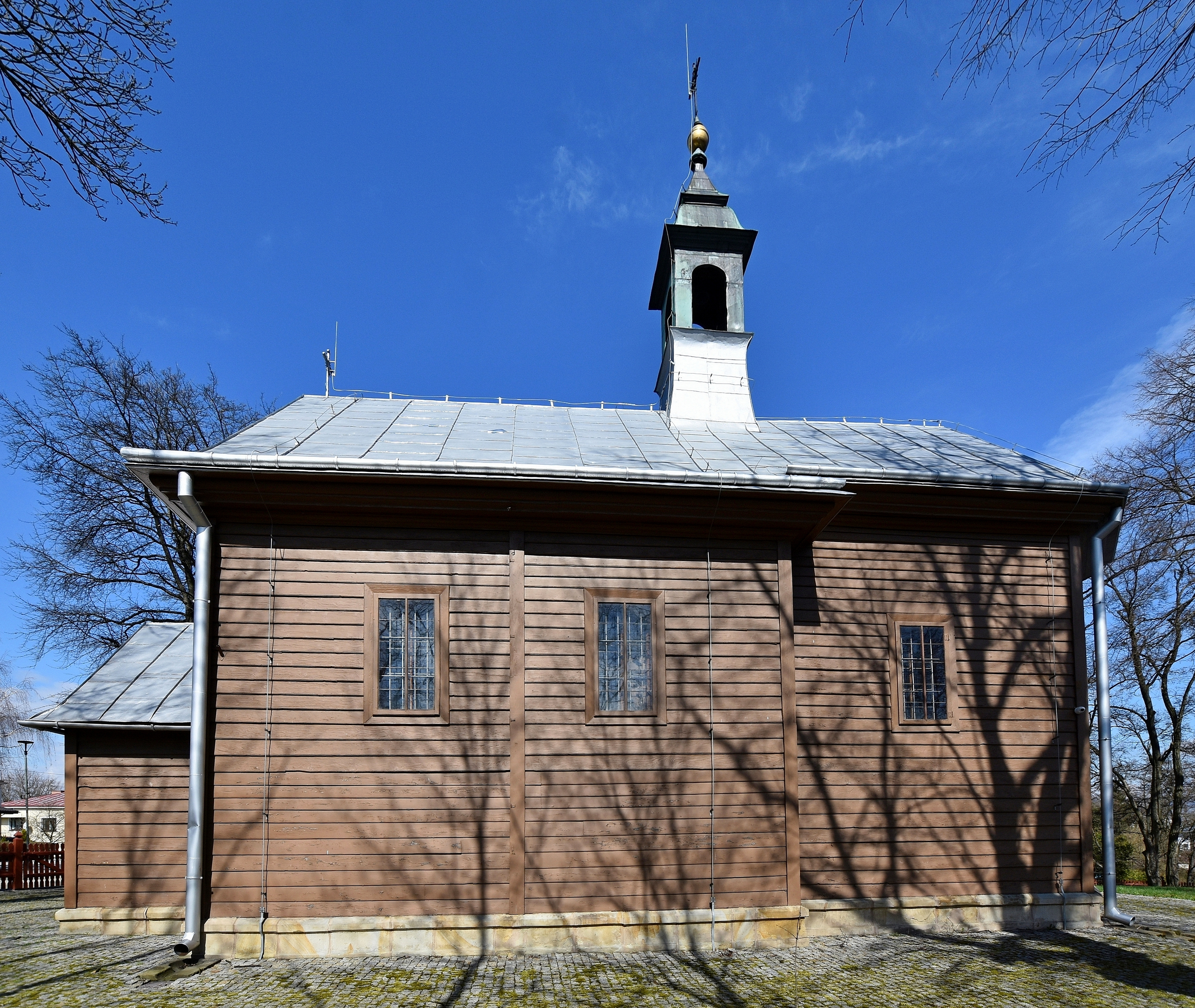
Kostel svatého Vojtěcha

Současná stavba z 15. století stojí na místě svatyně z 11. století. Místo patří k nejstarším osídleným částem Krosna. Při archeologických vykopávkách byl zde nalezen kovový kříž z 10. století. Dle legendy zde odpočíval svatý Vojtěch při své cestě z Prahy do Hnězdna. V 19. století byla budova zchátralá a věřící se složili na její opravu. V roce 1903 proběhla rekonstrukce kostela podle plánů architekta Tadeusze Stryjeńského. Hlavní oltář v manýristickém stylu pochází z počátku 17. století. Boční oltáře jsou barokní a byly instalovány v roce 1785. Levý je zasvěcen svatému Vojtěchovi a pravý svaté Rozálii. Na stěnách jsou obrazy z 18. století a tři sochy.
Roku 1989 byl pod číslem A-146 zaregistrován jako chráněná památka.